# Seznam křesťanských televizních stanic
Toto je seznam křesťanských televizí.

## Česko
- HopeTV
- TV7
- TV-MIS
- TV Noe

## Slovensko
- TV Lux
- LifeTV

## Svět
- Aghapy TV
- Al Mahed – Betlém
- Bibel TV
- Catholic Life
- CatholicTV
- CITV – The Christian Internet Radio & Television Network
- ES TV
- Eternal Word Television Network – EWTN
- Familyland Television Network
- Hillsong TV
- Hope TV – (Hope Channel)
- KICC TV
- Kids & Teens TV
- KWHE TV-14
- KWHD TV-53
- KWHB
- Lumen 2000
- Niños Cantores Televisión – NCTV
- Salt + Light Television
- Santa María (TV stanice)
- SAT – 7
- Sat 2000
- Shalom TV India
- Source One Television
- Telepace
- Telecare
- TCT Network – Tri-State Christian Television
- Vision Heaven TV
- WHMB-TV
- WFME-TV
- WLAE-TV
- Yathra TV